# Bistum Ciudad Quesada
Das Bistum Ciudad Quesada (lateinisch Dioecesis Civitatis Quesadensis, spanisch Diócesis de Ciudad Quesada) ist eine in Costa Rica gelegene römisch-katholische Diözese mit Sitz in Ciudad Quesada.

## Geschichte
Das Bistum Ciudad Quesada wurde am 25. Juli 1995 durch Papst Johannes Paul II. mit der Apostolischen Konstitution Maiori Christifidelium aus Gebietsabtretungen der Bistümer Alajuela und Tilarán errichtet und dem Erzbistum San José de Costa Rica als Suffraganbistum unterstellt.

## Bischöfe von Ciudad Quesada
- Angel San Casimiro Fernández OAR, 1995–2007, dann Bischof von Alajuela
- Oswaldo Brenes Álvarez, 2008–2012
- José Manuel Garita Herrera, seit 2014